# Instituto do Patrimônio Histórico e Artístico Nacional
O Instituto do Patrimônio Histórico e Artístico Nacional (IPHAN) é uma autarquia federal do Governo do Brasil, criada em 1937, vinculada ao Ministério da Cultura, responsável pela preservação e divulgação do patrimônio nacional. Tem a função de defender os bens culturais do país, proporcionando sua existência e usufruto para as gerações presentes e também futuras. Buscando a preservação dos tesouros da cultura nacional.
Segundo Salma Saddi, ex-superintendente do Iphan, "O papel do Iphan é o de orientar e fiscalizar o Patrimônio cultural material e imaterial, como os saberes e fazeres da população, as paisagens, as festas e danças folclóricas. Esse trabalho envolve a manifestação do ser humano para preservar os valores históricos da cidade. É um dever do Estado e da sociedade por meio de parceria, preservar o nosso Patrimônio histórico. Por isso procuramos sempre trabalhar em conjunto".

## Antecedentes
A movimentação para a criação de órgãos de proteção ao patrimônio no Brasil se iniciou na década de 1920, com propostas de lei no âmbito de diversos estados; incluindo a criação das Inspetorias Estaduais de Monumentos em Minas Gerais, Bahia e Pernambuco entre os anos de 1926 e 1928. Mas o primeiro órgão voltado para a preservação do patrimônio em âmbito nacional foi criado em 1933, como uma entidade vinculada ao Museu Histórico Nacional (MHN). Era a Inspetoria de Monumentos Nacionais (IMN), instituída pelo Decreto n° 24 735 de 14 de julho de 1934, e tinha como principais finalidades impedir que objetos antigos, referentes à história nacional, fossem retirados do país em virtude do comércio de antiguidades, e que as edificações monumentais fossem destruídas por conta das reformas urbanas, a pretexto de modernização das cidades.
A cidade de Ouro Preto, antiga Vila Rica, principal cidade do Ciclo do Ouro nas Minas Gerais, foi erigida em "monumento nacional" pelo Decreto nº 22 928 de 12/07/1933 e é considerada como um dos principais exemplos do patrimônio histórico nacional, além de seu centro histórico ter sido declarado como Patrimônio Mundial pela UNESCO em 1980.

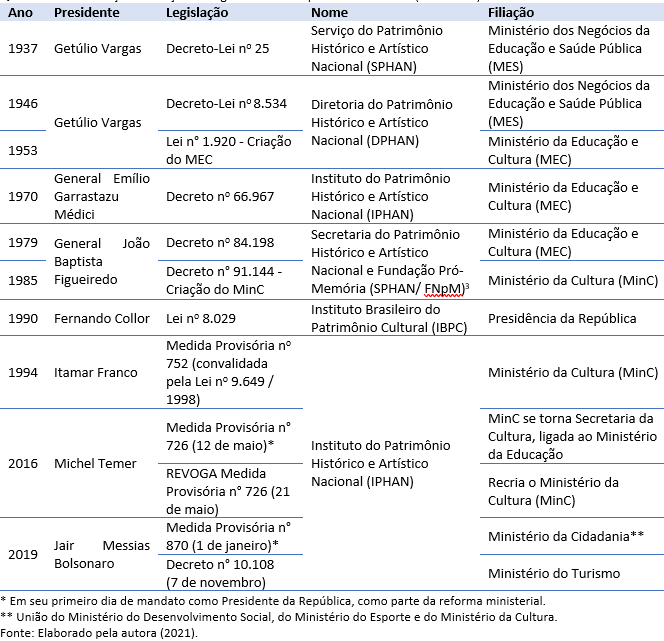
Denominações e filiação do órgão nacional de patrimônio cultural (1937-2019)

## SPHAN / IPHAN
O Instituto do Patrimônio Histórico e Artístico Nacional (IPHAN), inicialmente chamado de Serviço do Patrimônio Histórico e Artístico Nacional (SPHAN), começou a funcionar em caráter provisório em 1936, quando o então Ministro da Educação e Saúde, Gustavo Capanema, solicitou a Mário de Andrade um anteprojeto para o órgão a ser criado. O que aconteceu oficialmente no ano seguinte, com o Decreto-Lei n° 25.
A instituição teve diversos nomes e esteve ligada a diferentes Ministérios ao longo de sua história.

### Estrutura
Apesar de criado em 1937, a primeira estrutura organizacional do IPHAN foi instituída somente em 1946, pelo Decreto-Lei n° 8.534, e era composta por uma Gabinete do Diretor Geral e duas Divisões: Estudos e Tombamento; e Conservação e Restauração. A estrutura inicial de funcionamento dividiu o país em três distritos: 1. Recife, abrangendo Alagoas, Paraíba, Pernambuco e Rio Grande do Norte; 2. Salvador, incluindo Bahia e Sergipe; e 3. Belo Horizonte (Estado de Minas Gerais).
A gestão de Renato Soeiro apontou a instrumentação e a disseminação do IPHAN como prioridades. Em 1970, a Portaria MEC n° 230 apresentou uma estrutura mais robusta com a criação de quatro novas divisões e a distribuição do território nacional em nove grandes distritos de atuação. A irradiação do IPHAN idealizada por Soeiro foi concluída apenas em 2009 com a criação de uma Superintendência em cada estado e também no Distrito Federal. Atualmente, sua estrutura está organizada em cinco grandes departamentos: Planejamento e Administração; Cooperação e Fomento; Patrimônio Material; Patrimônio Imaterial; e Projetos Especiais.

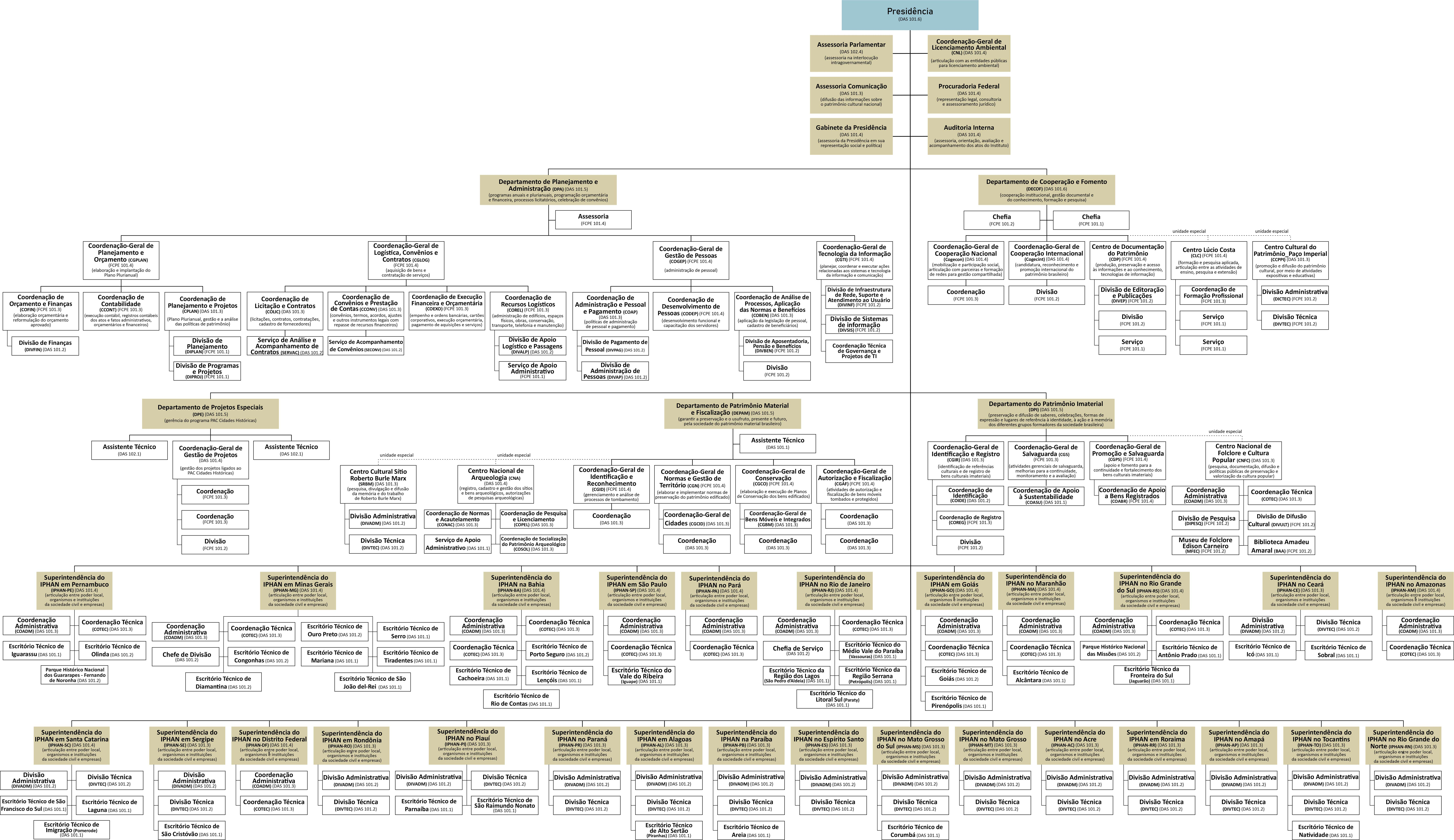
Organograma do IPHAN em 2021

## Conceito de patrimônio no Brasil

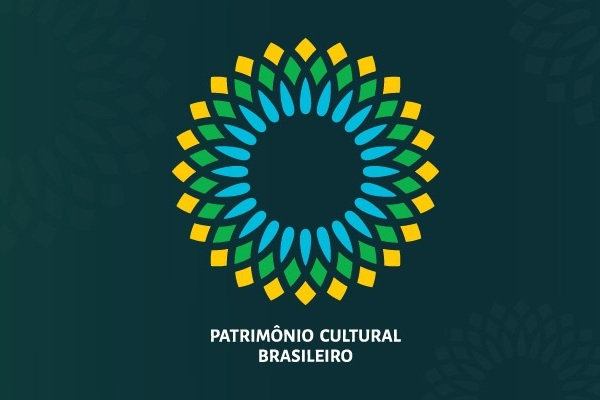
Emblema do patrimônio cultural brasileiro

O conceito de patrimônio no Brasil evoluiu conforme as discussões internacionais e nacionais foram se desdobrando. O conceito de "Patrimônio Histórico e Artístico Nacional" publicado no Decreto-Lei no 25 era descrito da seguinte forma:
Constitui o patrimônio histórico e artístico nacional o conjunto dos bens móveis e imóveis existentes no país e cuja conservação seja de interesse público, quer por sua vinculação a fatos memoráveis da história do Brasil, quer por seu excepcional valor arqueológico ou etnográfico, bibliográfico ou artístico.
O conceito foi atualizado em 1988, pelo artigo 216 da Constituição Brasileira, que define que:
Constituem patrimônio cultural brasileiro os bens de natureza material e imaterial, tomados individualmente ou em conjunto, portadores de referência à identidade, à ação, à memória dos diferentes grupos formadores da sociedade brasileira, nos quais se incluem:

I - as formas de expressão;
II - os modos de criar, fazer e viver;
III - as criações científicas, artísticas e tecnológicas;
IV - as obras, objetos, documentos, edificações e demais espaços destinados às manifestações artístico-culturais;

V - os conjuntos urbanos e sítios de valor histórico, paisagístico, artístico, arqueológico, paleontológico, ecológico e científico.
A Constituição também estabelece que a proteção, a preservação e a gestão do patrimônio histórico e artístico do país cabem ao poder público, com o apoio da comunidade.

## Instrumentos de proteção

### 1937 - Tombamento de bens materiais

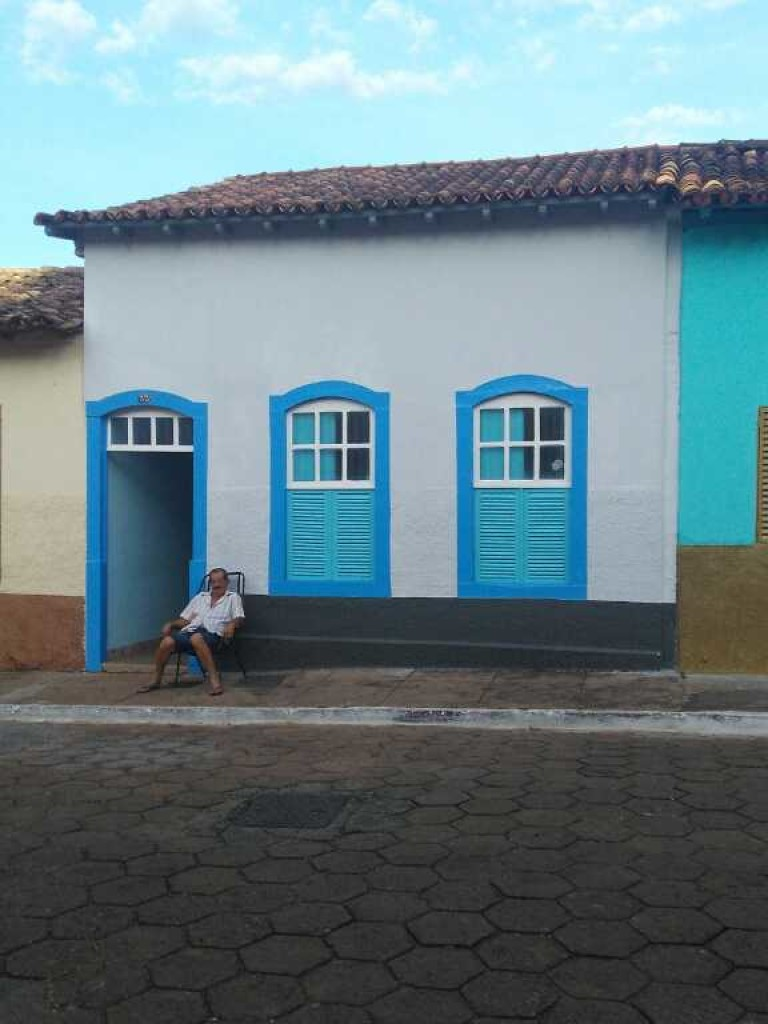
Edificação do Centro Histórico de Goiás-GO (2016)

O Tombamento foi criado junto com o SPHAN (hoje IPHAN), pelo Decreto-Lei n° 25/1937. Foram propostos quatro "Livros do Tombo", em homenagem à Torre do Tombo, que é o arquivo central do Estado Português desde a Idade Média e ficava em uma das torres da muralha que cerca Lisboa. De "inscrever o patrimônio no Livro do Tombo", deu-se o nome de "Tombamento" para o instrumento de salvaguarda no Brasil.
O Decreto instituiu quatro Livros do Tombo:
- Arqueológico, Etnográfico e Paisagístico,
- Histórico,
- Belas Artes e
- Artes Aplicadas.

Qualquer pessoa "poderá solicitar o tombamento de qualquer bem ao Iphan, bastando, para tanto, encaminhar correspondência à Superintendência do Iphan em seu Estado, à Presidência do Iphan, ou ao Ministério da Cultura. Para ser tombado, o bem passa por um processo administrativo que analisa sua importância em âmbito nacional e, posteriormente, o bem é inscrito em um ou mais Livros do Tombo. Os bens tombados estão sujeitos à fiscalização realizada pelo Instituto para verificar suas condições de conservação, e qualquer intervenção nesses bens deve ser previamente autorizada".
O primeiro Processo de Tombamento foi aberto em 1938 para a Igreja Matriz de São Pedro e Capela da Ordem Terceira de São Francisco, na cidade de Rio Grande, no Rio Grande do Sul, cujo tombamento foi aprovado. Na lista publicizada pelo IPHAN em 29 de dezembro de 2022, constam 9 bens homologados, 5 bens aprovados, 5 bens sob tombamento emergencial, 16 bens sob tombamento provisório e 1.187 bens tombados, sendo que alguns dos bens são conjuntos urbanísticos (ou seja, incluem mais de uma edificação). Além desses, são 764 tombamentos negados e 341 em fase de instrução (início do processo que antecede a análise).

### 1961 - Cadastro de bens arqueológicos

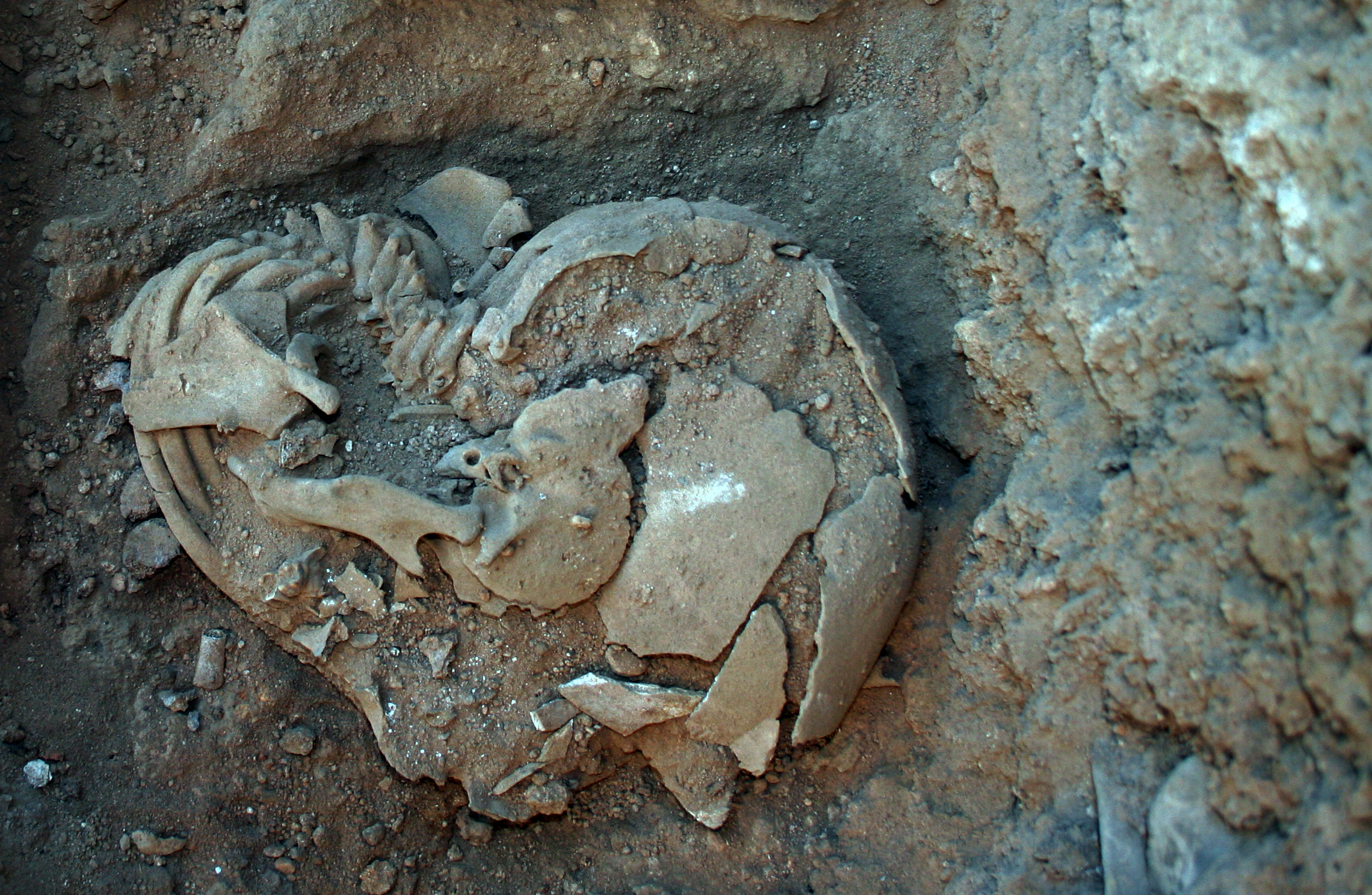
Lapa do Santo na região de Lagoa Santa, Minas Gerais (2009)

Para tratar do patrimônio arqueológico brasileiro o instrumento do Cadastro foi criado em 1961, pela Lei n° 3.924, conhecida como Lei da Arqueologia ou Lei do Sambaqui, sendo o patrimônio arqueológico definido como:
[...] sambaquis, montes artificiais ou tesos, poços sepulcrais, jazigos, aterrados, estearias [...] os sítios nos quais se encontram vestígios positivos de ocupação pelos paleoameríndios tais como grutas, lapas e abrigos sob rocha; [...] os sítios identificados como cemitérios, sepulturas ou locais de pouso prolongado ou de aldeamento, "estações" e "cerâmicos" [...] inscrições rupestres ou locais como sulcos de polimentos de utensílios e outros vestígios de atividade de paleoameríndios.
Esse instrumento se baseia no conceito ex vi legis: basta o bem existir para que deva ser protegido. A proteção dos bens arqueológicos recebeu reforço com a Resolução CONAMA n° 01/86, que obrigou a realização de Avaliação de Impacto Ambiental para grandes empreendimentos no território nacional, de modo a que os sítios não se perdessem quando das escavações e movimentações de terra. Quando um sítio arqueológico é encontrado, a obra é paralisada, o pesquisador ou o arqueólogo encaminha solicitação de cadastro de bem arqueológico para o Centro Nacional de Arqueologia (CNA - órgão do IPHAN responsável pela área) indicando a localização do sítio encontrado. Um funcionário do IPHAN vai ao local para conferir se as coordenadas estão corretas. Em 2018, já eram mais de 15 mil sítios arqueológicos cadastrados ao redor do Brasil.

### 2000 - Registro de bens imateriais
O Registro foi instituído pelo Decreto n° 3 551, de 2000. Por sua natureza imaterial, esse instrumento não busca a imutabilidade do bem ao longo do tempo, mas sim, a manutenção de sua realização. Por meio de relatórios a cada 10 anos (período de revalidação do título), a ideia inicial era de que o IPHAN auxiliasse na indicação de diretrizes para melhoria das condições de trabalhadores e outras pessoas ligadas à plena manutenção desses bens imateriais.
O Decreto instituiu quatro Livros de Registro:
- Saberes,
- Celebrações,
- Formas de Expressão e
- Lugares.

O primeiro bem registrado foi o Ofício das Paneleiras de Goiabeiras, no Espírito Santo, inscrito no Livro de Registro dos Saberes. Até meados de 2023, foram reconhecidos 13 saberes, 14 celebrações, 21 formas de expressão e 4 lugares.

### 2007 - Valoração do patrimônio ferroviário

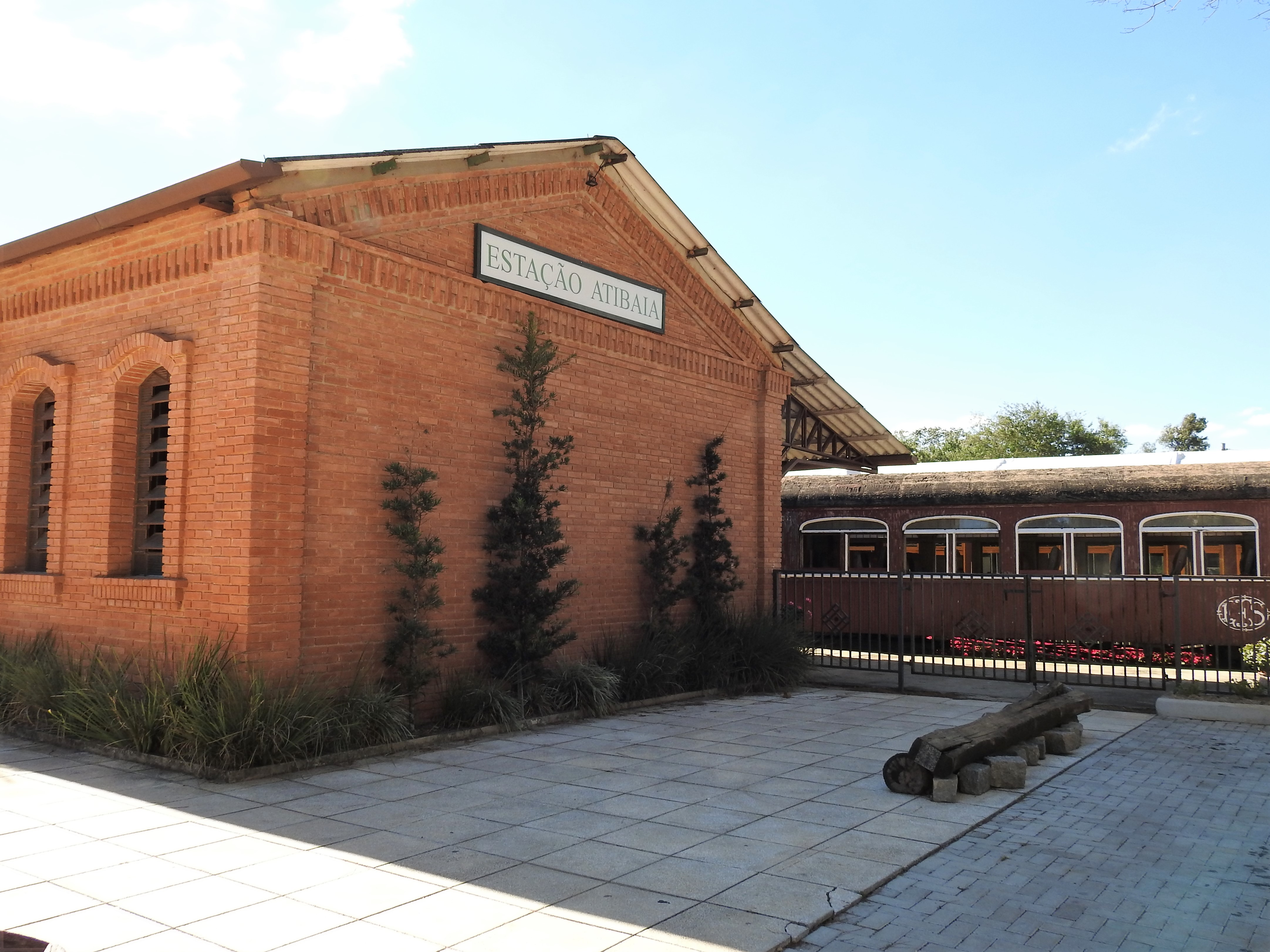
Antiga Estação Ferroviária de Atibaia, São Paulo (2018)

A Lei 11.483, de 31 de maio de 2007 criou o instrumento de Valoração do Patrimônio Ferroviário para tratar dos bens móveis e imóveis provenientes da extinção da Rede Ferroviária Federal SA (RFFSA), cabendo ao IPHAN avaliar todo o espólio e definir quais bens possuem valor histórico, artístico e cultural. Criada em 1957, a RFFSA encerrou suas atividades com 22 000 Km de linhas distribuídas em 18 ferrovias regionais, com um inventário de mais de 52 mil bens imóveis (edificações) e 15 mil bens móveis (objetos, veículos etc.).
Os bens foram analisados pelas Superintendências dos Estados em que se localizam, depois passaram pela Comissão de Avaliação do Patrimônio Cultural Ferroviário (CAPCF - criada pela mesma lei de 2007) e a Presidência do IPHAN homologou a decisão. A seleção buscou separar aquilo que cabia administrativamente ao Departamento Nacional de Infraestrutura de Transportes (DNIT), sendo que alguns contam com parceria do IPHAN para sua preservação:
- toda documentação administrativa,
- bens operacionais,
- bens móveis não-operacionais (exceto os necessários para a Inventariança),
- bens imóveis não-operacionais para constituir reserva técnica para a expansão do serviço público prestado.

Para avaliar a competência de gestão dos bens transferidos para o IPHAN, foi criada a Coordenação Técnica do Patrimônio Ferroviário (CTPF), já que o acervo é composto por itens muito diversos: edificações (armazéns, estações, linhas, rotundas e terrenos), o chamado "material rodante" (carros de passageiros, locomotivas, maquinário e vagões) e bens móveis (documentos, mobiliários, relógios, sinos e telégrafos.
A Lista do Patrimônio Cultural Ferroviário foi instituída pela Portaria n° 407/2010, e, em maio de 2023, conta com 589 edificações / terrenos em 18 Estados do país.

### 2009 - Chancela da paisagem cultural
Ao longo de 70 anos, o IPHAN trabalhou com milhares de bens culturais nacionais. A partir dessa experiência, percebeu-se que o instrumento do Tombamento não é capaz de lidar com alguns casos bastante específicos e amplos, em que se percebe que arquitetura, objetos e técnicas de trabalho, ofícios e materiais têm profunda relação com aquele ambiente natural específico e as mudanças empreendidas ali pelo ser humanos ao longo da história. Para esses casos, a Chancela da Paisagem Cultural foi instituída pela Portaria IPHAN n° 127, de 05 de maio de 2009, e compreende:
uma porção peculiar do território nacional, representativa do processo de interação do homem com o meio natural, à qual a vida e a ciência humana imprimiram marcas ou atribuíram valores.
A criação desse instrumento no Brasil usou as categorias da UNESCO como base, mas não se prendeu a elas; já que os contextos de ocupação do território nacional são muito plurais e específicos de nossa história. A intenção inicial do instrumento era envolver agentes públicos locais, regionais, estaduais e nacionais na construção e implementação de um plano de gestão dessa porção territorial, tendo o IPHAN como mediador da aprovação de diretrizes específicas para esses casos junto aos Ministérios e Secretarias. Exemplos disso são os muitos ofícios tradicionais que são ensinados de pai para filho e que, pelo Estatuto da Criança e do Adolescente podem constituir trabalho infantil. Sociedade civil e empresas também são chamadas a assinar um pacto de gestão com o intuito de agirem para a manutenção da paisagem.
Ainda não há nenhuma paisagem cultural chancelada pelo IPHAN.

### Polêmicas e "destombamentos"
O IPHAN tem em sua história diversas polêmicas, tais como o tombamento, a anulação do tombamento (o termo "destombamento" é incorreto e não existe na gramática jurídica) e demolição do Solar Monjope no Rio de Janeiro em 1974, a Igreja de São Pedro dos Clérigos que foi um dos primeiros bens a receber o tombamento individual em 1937, vindo a ser demolida em 1944, a Academia Imperial de Belas Artes, entre outros.

## Novas tecnologias de gestão

### Carta de Serviços ao Cidadão
A Carta de Serviços ao Cidadão foi definida a partir de 2014 e orienta como um cidadão pode usufruir dos serviços e infraestruturas prestados pelo Instituto, valorizando o cidadão, que passa a ser visto de maneira principal na melhoria dos serviços públicos disponibilizados. Tem como intuito incentivar a formação de cidadãos, com foco na participação dos indivíduos da sociedade no método de qualificação e legitimação da administração pública.

### Sistema Integrado de Conhecimento e Gestão (SICG)
Em 2007, o Departamento de Patrimônio Material e Fiscalização (DEPAM), sob direção do arquiteto brasileiro Dalmo Vieira Filho, iniciou o desenvolvimento do Sistema Integrado de Conhecimento e Gestão (SICG), uma rede digital para articulação federativa sobre o patrimônio tombado, focada no objeto. Ou seja, inicialmente, seu desenvolvimento não estava orientado aos processos nem a outros tipos de patrimônio.
O SICG foi desenvolvido com "JAVA, Javascript, GeoJSON, Openlayers, GeoServer, PostgreSQL com extensão PostGIS e Hibernate Spatial", como um Sistema de Informações Geográficas (SIG) de software livre.

## Cronologia
O IPHAN existe há mais de 80 anos, e os principais acontecimentos podem ser resumidos em:
- 1936 (18 de abril) - Criação do Serviço do Patrimônio Histórico e Artístico Nacional, em caráter provisório.
- 1937 (13 de janeiro) Lei nº 378 institui a fundação do SPHAN como órgão oficial de preservação do patrimônio cultural brasileiro.
- 1937 (30 de novembro) Decreto-Lei nº 25 regulamenta as atividades do SPHAN.
- 1946 - O SPHAN tem o seu nome alterado para Departamento do Patrimônio Histórico e Artístico Nacional (DPHAN).
- 1970 - O DPHAN é transformado em Instituto do Patrimônio Histórico e Artístico Nacional (IPHAN).
- 1979 - O IPHAN é dividido em SPHAN (Secretaria), na condição de órgão normativo, e na Fundação Nacional Pró-Memória (FNPM), como órgão executivo.
- 1990 - A SPHAN e a FNPM foram extintas para darem lugar ao Instituto Brasileiro do Patrimônio Cultural (IBPC).
- 1994 (6 de dezembro) - Medida Provisória nº 752 transforma o IBPC em Instituto do Patrimônio Histórico e Artístico Nacional.
- 2000 (4 de agosto) - Decreto nº 3 551 institui o Registro de Bens Culturais de Natureza Imaterial.
- 2006 (fevereiro) - Por ocasião da mudança de direção do IPHAN, o Programa Monumenta passou a ser integrado ao Instituto do Patrimônio Histórico e Artístico Nacional.

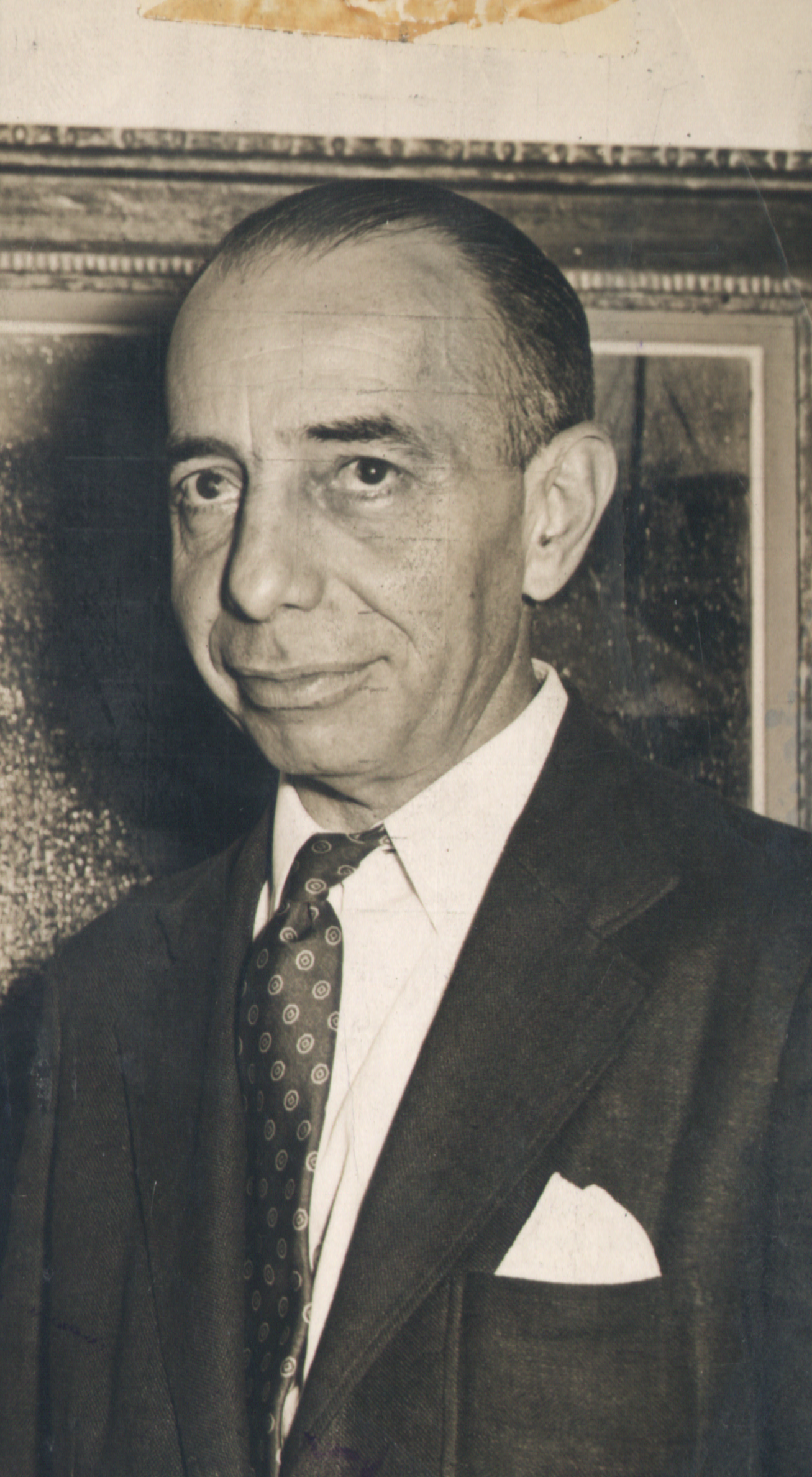
Rodrigo Mello Franco de Andrade, presidente do IPHAN por 30 anos (1955)

### Presidência
Foram presidentes do Instituto:
- 2023-atual - Leandro Grass[39][40]
- 2020-2022 - Larissa Rodrigues Peixoto Dutra[41][42][43]
- 2017-2019 - Katia Santos Bogea[44]
- 2012-2016 - Jurema Machado
- 2006-2012 - Luiz Fernando de Almeida
- 2004-2005 - Antônio Arantes
- 2003-2004 - Maria Elisa Costa
- 2000-2002 - Carlos Henrique Heck
- 1994-1999 - Glauco Campello
- 1988-1989 - Augusto Carlos da Silva Telles
- 1985-1987 - Angelo Oswaldo
- 1982-1984 -
- 1979-1981 - Aloísio Magalhães
- 1967-1979 - Renato Soeiro
- 1937-1967 - Rodrigo Melo Franco de Andrade